# Hyperechia bomboides
Hyperechia bomboides là một loài ruồi trong họ Asilidae. Hyperechia bomboides được Loew miêu tả năm 1851. Loài này phân bố ở vùng nhiệt đới châu Phi.